# Tiro nos Jogos Olímpicos de Verão de 2012 - Carabina três posições feminino

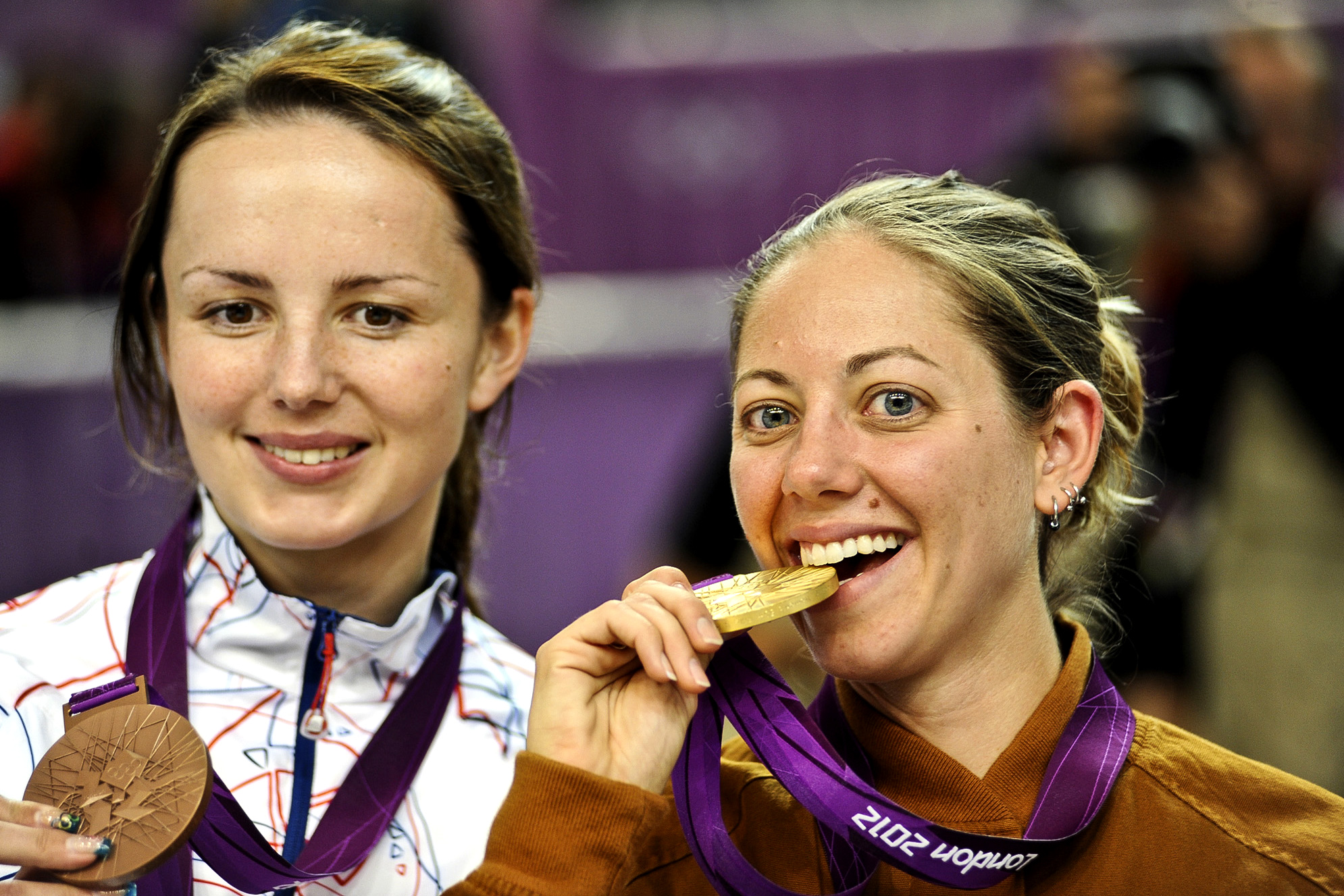
As medalhistas de bronze, Adéla Sýkorová, e de ouro, Jamie Lynn Gray após a cerimônia de premiação.

A prova da carabina três posições feminino do tiro nos Jogos Olímpicos de Verão de 2012 foi disputada em 4 de agosto no Royal Artillery Barracks, em Londres.
47 atletas de 33 nações participaram do evento. A competição consistiu de duas rodadas (uma de qualificação, e uma final). Na qualificação, cada atiradora efetuou 60 disparos usando um fuzil calibre 22 a uma distância fixa de 50 metros do alvo, sendo 20 disparos a partir de cada posição (em pé, ajoelhada e deitado). Cada tiro vale de 1 a 10 pontos.
As 8 melhores atiradoras desta fase avançaram à final. Nesta fase, as atiradoras efetuaram mais 10 disparos, que valiam de 0.1 a 10.9. A pontuação total de todos os 70 disparos determinaram a pontuação final.
A medalhista de ouro foi Jamie Lynn Gray, dos Estados Unidos, que também conseguiu bater o recorde olímpico. A medalha de prata foi para a sérvia Ivana Maksimović e o bronze foi para Adéla Sýkorová, da República Checa.

## Medalhistas
| Ouro   | USA Jamie Lynn Gray  |
| Prata  | SRB Ivana Maksimović |
| Bronze | CZE Adéla Sýkorová   |

## Resultados

### Qualificação
| Pos. | Atleta                     | 1   | 2   | D   | 3   | 4  | P   | 5   | 6   | A   | Total | Notas          |
| ---- | -------------------------- | --- | --- | --- | --- | -- | --- | --- | --- | --- | ----- | -------------- |
| 1    | USA Jamie Lynn Gray        | 98  | 100 | 198 | 99  | 99 | 198 | 98  | 98  | 196 | 592   | Q,             |
| 2    | SRB Ivana Maksimović       | 98  | 98  | 196 | 100 | 97 | 197 | 98  | 99  | 197 | 590   | Q              |
| 3    | RUS Daria Vdovina          | 100 | 100 | 200 | 100 | 94 | 194 | 96  | 95  | 191 | 585   | Q              |
| 4    | CZE Adéla Sýkorová         | 96  | 99  | 195 | 98  | 98 | 196 | 97  | 96  | 193 | 584   | Q              |
| 5    | POL Agnieszka Nagay        | 99  | 98  | 197 | 98  | 95 | 193 | 97  | 97  | 194 | 584   | Q              |
| 6    | CRO Snježana Pejčić        | 97  | 96  | 193 | 99  | 96 | 195 | 98  | 98  | 196 | 584   | Q              |
| 7    | GER Barbara Engleder       | 100 | 97  | 197 | 98  | 96 | 194 | 93  | 99  | 192 | 583   | Q, S-off: 49.8 |
| 8    | POL Sylwia Bogacka         | 98  | 98  | 196 | 95  | 99 | 194 | 96  | 97  | 196 | 583   | Q, S-off: 49.6 |
| 9    | CHN Li Peijing             | 100 | 98  | 198 | 94  | 95 | 189 | 99  | 97  | 196 | 583   | S-off: 47.8    |
| 10   | KOR Na Yoon-Kyung          | 98  | 99  | 197 | 96  | 95 | 191 | 98  | 97  | 195 | 583   | S-off: 46.9    |
| 11   | DEN Stine Nielsen          | 97  | 98  | 195 | 95  | 96 | 191 | 99  | 97  | 196 | 582   |                |
| 12   | ITA Petra Zublasing        | 98  | 94  | 192 | 97  | 97 | 194 | 98  | 97  | 195 | 581   |                |
| 13   | CHN Du Li                  | 97  | 98  | 195 | 97  | 95 | 192 | 97  | 97  | 194 | 581   |                |
| 14   | IRI Mahlagha Jambozorg     | 98  | 100 | 198 | 96  | 94 | 190 | 95  | 98  | 193 | 581   |                |
| 15   | USA Amanda Furrer          | 97  | 99  | 196 | 96  | 93 | 189 | 100 | 96  | 196 | 581   |                |
| 16   | CUB Eglis Yaima Cruz       | 99  | 95  | 194 | 94  | 97 | 191 | 97  | 99  | 196 | 581   |                |
| 17   | KOR Jeong Mi-Ra            | 99  | 98  | 197 | 91  | 95 | 186 | 99  | 99  | 198 | 581   |                |
| 18   | FRA Laurence Brize         | 98  | 98  | 196 | 97  | 97 | 194 | 97  | 94  | 191 | 581   |                |
| 19   | GER Sonja Pfeilschifter    | 98  | 100 | 198 | 98  | 98 | 196 | 95  | 92  | 187 | 581   |                |
| 20   | NOR Malin Westerheim       | 97  | 98  | 195 | 91  | 96 | 187 | 97  | 100 | 197 | 579   |                |
| 21   | CUB Dianelys Pérez         | 98  | 99  | 197 | 96  | 93 | 189 | 98  | 95  | 193 | 579   |                |
| 22   | UZB Sakina Mamedova        | 98  | 94  | 192 | 96  | 96 | 192 | 96  | 98  | 194 | 578   |                |
| 23   | FIN Marjo Yli-Kiikka       | 98  | 99  | 197 | 96  | 91 | 187 | 96  | 98  | 194 | 578   |                |
| 24   | KAZ Olga Dovgun            | 99  | 98  | 197 | 94  | 92 | 186 | 97  | 98  | 195 | 578   |                |
| 25   | FRA Émilie Évesque         | 97  | 99  | 196 | 94  | 95 | 189 | 98  | 95  | 193 | 578   |                |
| 26   | UKR Daria Tykhova          | 98  | 99  | 197 | 97  | 93 | 190 | 97  | 93  | 190 | 577   |                |
| 27   | SRB Andrea Arsović         | 98  | 98  | 196 | 95  | 95 | 190 | 98  | 93  | 191 | 577   |                |
| 28   | RUS Lioubov Galkina        | 96  | 95  | 191 | 97  | 97 | 194 | 96  | 96  | 192 | 577   |                |
| 29   | SIN Jasmine Ser Xiang Wei  | 97  | 97  | 194 | 95  | 95 | 190 | 96  | 97  | 193 | 577   |                |
| 30   | BUL Petya Lukanova         | 97  | 100 | 197 | 96  | 94 | 190 | 94  | 96  | 190 | 577   |                |
| 31   | EST Anzela Voronova        | 99  | 98  | 197 | 89  | 96 | 185 | 97  | 97  | 194 | 576   |                |
| 32   | CZE Kateřina Emmons        | 99  | 99  | 198 | 98  | 95 | 193 | 93  | 92  | 185 | 576   |                |
| 33   | BRN Azza Al-Qasmi          | 98  | 98  | 196 | 95  | 95 | 190 | 95  | 95  | 190 | 576   |                |
| 34   | SVK Daniela Pešková        | 99  | 96  | 195 | 97  | 95 | 192 | 94  | 95  | 189 | 576   |                |
| 35   | ITA Elania Nardelli        | 99  | 97  | 196 | 95  | 96 | 191 | 94  | 93  | 187 | 574   |                |
| 36   | SLO Živa Dvoršak           | 98  | 98  | 196 | 95  | 94 | 189 | 95  | 94  | 189 | 574   |                |
| 37   | AUT Stephanie Obermoser    | 100 | 96  | 196 | 94  | 94 | 188 | 93  | 96  | 189 | 573   |                |
| 38   | UKR Dariya Sharipova       | 94  | 96  | 190 | 97  | 98 | 195 | 94  | 94  | 188 | 573   |                |
| 39   | MEX Alexis Martínez        | 99  | 95  | 194 | 93  | 95 | 188 | 94  | 96  | 190 | 572   |                |
| 40   | SUI Annik Marguet          | 97  | 99  | 196 | 91  | 92 | 183 | 94  | 97  | 191 | 570   |                |
| 41   | AUS Robyn van Nus          | 95  | 100 | 195 | 92  | 95 | 187 | 96  | 92  | 188 | 570   |                |
| 42   | GBR Jennifer McIntosh      | 97  | 97  | 194 | 91  | 96 | 187 | 94  | 95  | 189 | 570   |                |
| 43   | IRI Elaheh Ahmadi          | 96  | 97  | 193 | 92  | 95 | 187 | 93  | 94  | 187 | 567   |                |
| 44   | KUW Maryam Arzouqi         | 97  | 100 | 197 | 94  | 93 | 187 | 88  | 92  | 180 | 564   |                |
| 45   | ESA Melissa Mikec          | 99  | 96  | 195 | 90  | 91 | 181 | 92  | 92  | 194 | 560   |                |
| 46   | QAT Bahya Mansour Al-Hamad | 97  | 98  | 195 | 90  | 92 | 182 | 92  | 86  | 178 | 555   |                |
| –    | AUS Alethea Sedgman        |     |     |     |     |    |     |     |     |     |       | DNS            |

### Final
| Pos.              | Atleta               | Qual. | 1    | 2    | 3    | 4    | 5    | 6    | 7    | 8    | 9    | 10   | Final | Total | Notas            |
| ----------------- | -------------------- | ----- | ---- | ---- | ---- | ---- | ---- | ---- | ---- | ---- | ---- | ---- | ----- | ----- | ---------------- |
| Medalha de ouro   | USA Jamie Lynn Gray  | 592   | 10.5 | 9.2  | 10.3 | 10.1 | 9.6  | 10.5 | 10.0 | 10.0 | 8.9  | 10.8 | 99.9  | 691.9 | Recorde olímpico |
| Medalha de prata  | SRB Ivana Maksimović | 590   | 9.3  | 10.3 | 10.2 | 9.5  | 9.3  | 10.9 | 9.2  | 10.1 | 9.6  | 9.1  | 97.5  | 687.5 |                  |
| Medalha de bronze | CZE Adéla Sýkorová   | 584   | 10.5 | 8.8  | 9.9  | 10.3 | 10.5 | 9.9  | 10.7 | 8.0  | 10.2 | 10.2 | 99.0  | 683.0 |                  |
| 4                 | POL Sylwia Bogacka   | 583   | 9.7  | 10.4 | 9.8  | 9.9  | 10.2 | 9.5  | 9.7  | 9.4  | 10.2 | 10.1 | 98.9  | 681.9 |                  |
| 5                 | CRO Snježana Pejčić  | 584   | 10.0 | 10.2 | 10.6 | 9.4  | 10.4 | 9.7  | 8.7  | 9.7  | 9.9  | 9.3  | 97.9  | 681.9 |                  |
| 6                 | GER Barbara Engleder | 583   | 10.2 | 8.6  | 9.7  | 10.4 | 9.7  | 10.8 | 9.7  | 9.3  | 9.8  | 9.6  | 97.8  | 680.8 |                  |
| 7                 | RUS Daria Vdovina    | 585   | 10.3 | 9.9  | 10.7 | 9.7  | 8.9  | 9.6  | 10.1 | 8.4  | 9.2  | 9.0  | 95.8  | 680.8 |                  |
| 8                 | POL Agnieszka Nagay  | 584   | 10.2 | 9.8  | 8.7  | 9.6  | 9.3  | 9.8  | 9.3  | 8.8  | 9.0  | 9.7  | 94.2  | 678.2 |                  |

Legenda
| Recorde mundial      | Recorde mundial (World record)               |                       | Recorde africano                      | Recorde africano (African) |                                           | Q | Classificado por posição (Qualified) |
| Recorde olímpico     | Recorde olímpico (Olympic record)            | Recorde da América    | Recorde da América (Americas)         | q                          | Classificado por melhor tempo (Qualified) |   |                                      |
| Melhor marca do ano  | Melhor marca do ano (World leading)          | Recorde asiático      | Recorde asiático (Asian)              | DNS                        | Não largou (Did not start)                |   |                                      |
| Recorde nacional     | Recorde nacional (National record)           | Recorde europeu       | Recorde europeu (European)            | DNF                        | Não terminou (Did not finish)             |   |                                      |
| Recorde pessoal      | Recorde pessoal do atleta (Personal best)    | Recorde da Oceania    | Recorde da Oceania (Oceania)          | DSQ / DQ                   | Desclassificado (Disqualified)            |   |                                      |
| Recorde da temporada | Recorde da temporada do atleta (Season best) | Recorde sul-americano | Recorde sul-americano (South America) | NM                         | Sem marca (No mark)                       |   |                                      |